# Himantura dalyensis
Himantura dalyensis és una espècie de peix pertanyent a la família dels dasiàtids.

## Descripció
- Pot arribar a fer 124 cm de llargària màxima.[1][2]

## Hàbitat
És un peix d'aigua dolça, marina i salabrosa; bentopelàgic i de clima tropical que viu entre 1 i 4 m de fondària.

## Distribució geogràfica
Es troba a Oceania: Austràlia.

## Observacions
És inofensiu per als humans.